# 蠕線鰓棘鱸
蠕線鰓棘鱸，為輻鰭魚綱鱸形目鱸亞目鮨科的其中一種，分布於印度太平洋區，包括紅海、東非、馬爾地夫、斯里蘭卡、印尼、斐濟、東加等海域，棲息深度25-147公尺，體長可達120公分，生活在水淺的潟湖及海草床，為底棲性魚類，屬肉食性，可作為食用魚及遊釣魚。

## 擴展閱讀
維基物種上的相關：蠕線鰓棘鱸